# Ostre Bardo (województwo warmińsko-mazurskie)
Ostre Bardo (niem. Klingenberg) – wieś w Polsce położona w województwie warmińsko-mazurskim, w powiecie bartoszyckim, w gminie Sępopol. W latach 1975–1998 miejscowość położona była w województwie olsztyńskim.
Wieś, zamieszkana przez ludność pochodzenia ukraińskiego, położona przy samej granicy z Rosją (obwód królewiecki). W Ostrym Bardzie organizowana jest impreza o charakterze religijno-kulturalnym pn. „Wiejski Piec”.

## Historia
Miejscowość powstała w XV lub XVI wieku jako majątek szlachecki oraz wieś szlachecka w Prusach Krzyżackich. Kościół wybudowano w XVI wieku. W okresie reformacji kościół był w posiadaniu ewangelików (do 1945 r.). Szkoła powstała przy kościele, w 1737 r. poddano ją nadzorowi państwowemu. W 1838 r. kościół wyremontowano. W 1889 r. majątek ziemski obejmował 420 ha. W 1935 r. w tutejszej szkole, zatrudniającej dwóch nauczycieli, uczyło się 90 uczniów. W 1939 r. we wsi mieszkało 336 osób.
W 1945 r. kościół przejęli w użytkowanie katolicy. Był to kościół filialny. W 1947 roku wieś zasiedlono Ukraińcami (m.in. z Kulasznego) w ramach przymusowej Akcji Wisła. W okolicach Sępopola osiedlono w tym czasie około dwustu ukraińskich rodzin. W 1957 roku w tutejszym kościele zaczęto odprawiać msze w obrządku greckokatolickim. 17 października 1958 roku greckokatolicką placówkę duszpasterską w Ostrym Bardzie oficjalnie ustanowił ks. prymas Stefan Wyszyński. Pierwszym duszpasterzem został o. Bazyli Oszczypko (w 1957 roku powrócił z zesłania na Syberię).
W 1983 r. we wsi było 15 domów z 124 mieszkańcami. We wsi były w tym czasie 34 indywidualne gospodarstwa rolne, obejmujące łącznie areał 409 ha. W gospodarstwach tych hodowano łącznie 303 sztuki bydła (w tym 140 krów mlecznych), 158 sztuk trzody chlewnej, 29 koni i 34 owce. W tym czasie we wsi była świetlica, sala kinowa na 70 miejsc oraz punkt biblioteczny, a ulice miały elektryczne oświetlenie.
12 listopada 1991 roku parafia rzymskokatolicka św. Michała Archanioła w Sępopolu przekazała na własność budynek świątyni wraz z placem parafii greckokatolickiej. Od 2001 roku proboszczem jest ks. Julian Krawiecki. W 2003 roku w kościele wymieniono dach. W latach 2005/2006 postawiono nowy ikonostas autorstwa Grzegorza Pielecha.

## Zabytki
- Gotycki kościół pw. Matki Boskiej Królowej Polski, od 1991 cerkiew greckokatolicka.

## Ludzie związani z miejscowością
W Ostrym Bardzie urodził się Miron Sycz, poseł PO na Sejm VI i VII kadencji.